# Germs-sur-l’Oussouet
Germs-sur-l’Oussouet ist eine französische Gemeinde mit 101 Einwohnern (Stand 1. Januar 2022) im Département Hautes-Pyrénées in der Region Okzitanien (vor 2016: Midi-Pyrénées). Sie gehört zum Arrondissement Argelès-Gazost und zum Kanton Lourdes-2.
Die Einwohner werden Germsiens und Germsiennes genannt.

## Geographie
Germs-sur-l’Oussouet liegt in den Pyrenäen, circa zehn Kilometer westlich von Bagnères-de-Bigorre in der historischen Grafschaft Bigorre.
Umgeben wird Germs-sur-l’Oussouet von den sieben Nachbargemeinden:
| Arrodets-ez-Angles Cheust | Neuilh                                      | Labassère           |
| Ourdis-Cotdoussan         | Kompassrose, die auf Nachbargemeinden zeigt |                     |
| Gazost                    |                                             | Bagnères-de-Bigorre |

## Einwohnerentwicklung

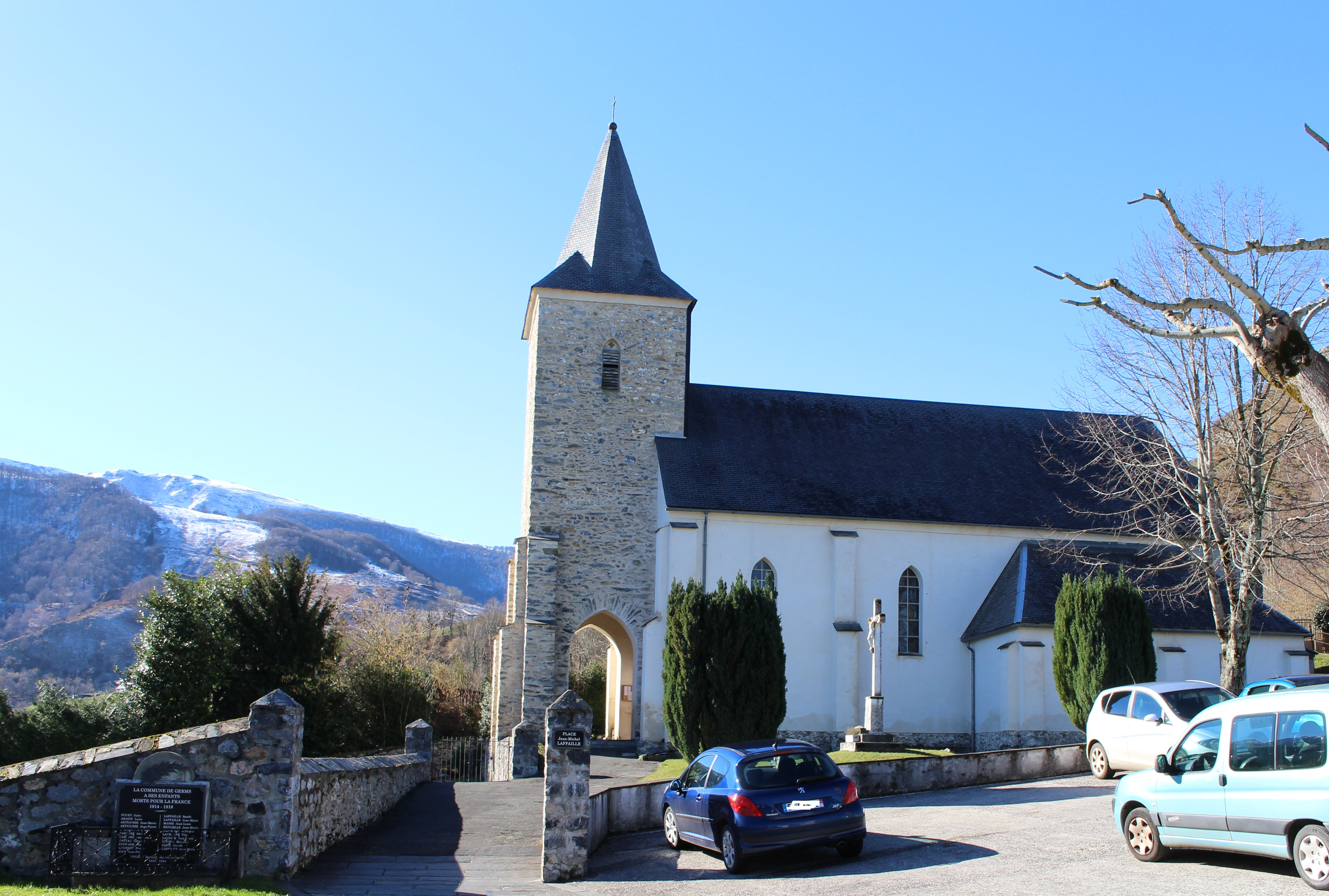
Pfarrkirche Saint-Jacques

Nach Beginn der Aufzeichnungen stieg die Einwohnerzahl in der zweiten Hälfte des 19. Jahrhunderts auf einen Höchststand von rund 670. In der Folgezeit sank die Größe der Gemeinde bei kurzen Erholungsphasen bis zu Beginn des 21. Jahrhunderts auf rund 100 Einwohner, bevor sie in jüngster Zeit wieder auf rund 110 Einwohner stieg.
| Jahr      | 1962 | 1968 | 1975 | 1982 | 1990 | 1999 | 2006 | 2011 | 2022 |
| --------- | ---- | ---- | ---- | ---- | ---- | ---- | ---- | ---- | ---- |
| Einwohner | 211  | 208  | 134  | 128  | 122  | 118  | 129  | 99   | 101  |

## Sehenswürdigkeiten
- Pfarrkirche Saint-Jacques

## Wirtschaft und Infrastruktur

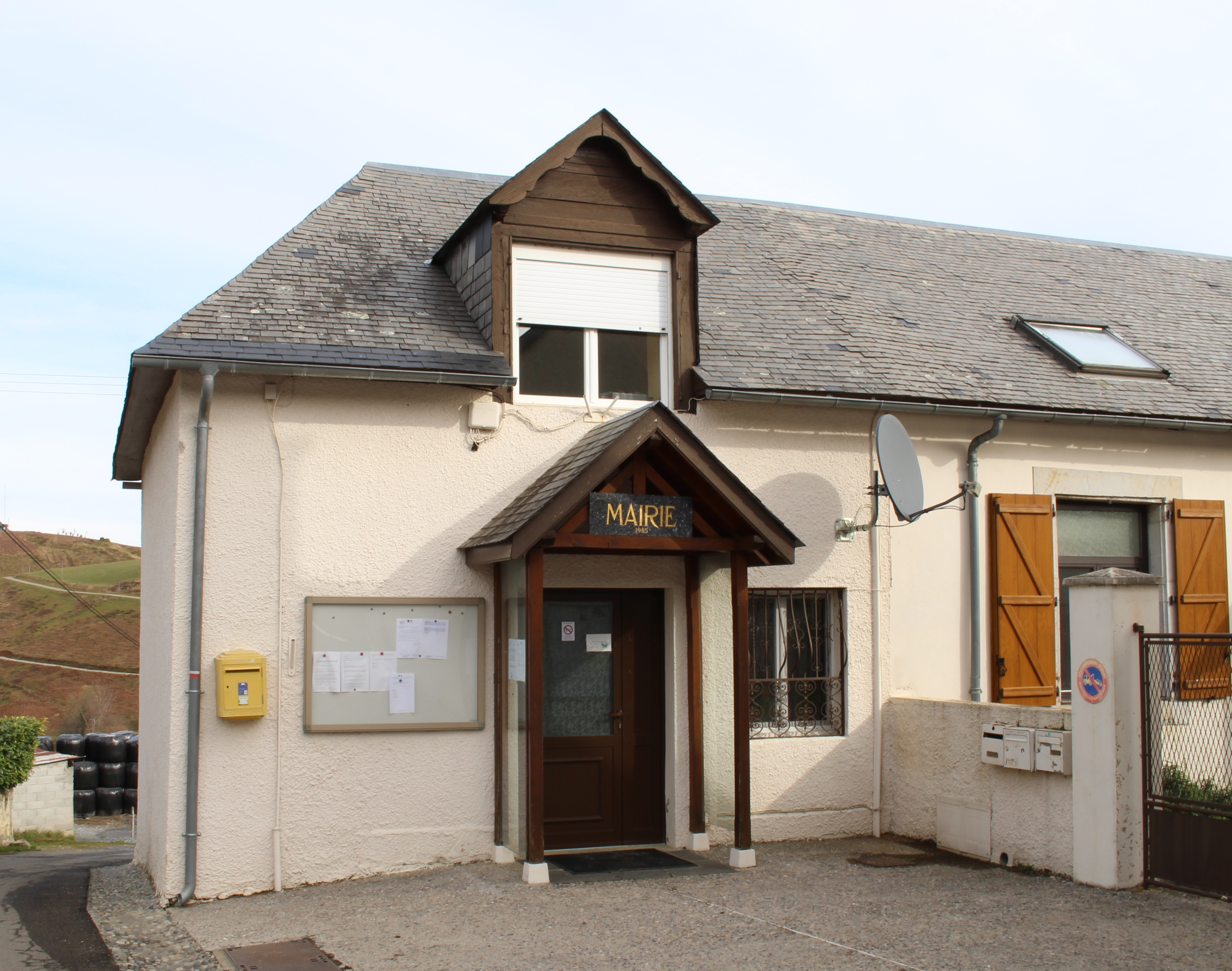
Rathaus (mairie)

Germs-sur-l’Oussouet liegt in den Zonen AOC der Schweinerasse Porc noir de Bigorre und des Schinkens Jambon noir de Bigorre.

### Bildung
Die Gemeinde verfügt über eine öffentliche Vor- und Grundschule mit 10 Schülerinnen und Schülern im Schuljahr 2019/2020.

Logo des Jakobswegs

### Sport und Freizeit
Der Fernwanderweg GR 78, genannt La voie des Piémonts, führt von Carcassonne nach Saint-Jean-Pied-de-Port auch durch das Zentrum von Germs-sur-l’Oussouet. Er gilt als Jakobsweg neben den vier Hauptwegen in Frankreich.

### Verkehr
Germs-sur-l’Oussouet ist über die Routes départementales 18, 88, 99 und 299 erreichbar.